# Mirosław Kuźma (bokser)
Mirosław Kuźma (ur. 24 marca 1959) – polski bokser, mistrz Polski.
Wystąpił w wadze półśredniej (do 67 kg) na mistrzostwach Europy juniorów w 1978 w Dublinie, gdzie po wygraniu jednej walki nie został dopuszczony do pojedynku ćwierćfinałowego z powodu rzekomego spóźnienia się na ważenie.
Na mistrzostwach świata w 1982 w Monachium po wygraniu jednej walki przegrał w ćwierćfinale wagi lekkośredniej (do 71 kg) z Tomem Correm z Irlandii 2:3.  
Zdobył mistrzostwo Polski w wadze lekkośredniej w 1981, a także brązowe medale w tej kategorii w 1979, 1980, 1984 i 1985. Był również mistrzem Polski juniorów w wadze lekkośredniej w 1977 i młodzieżowym wicemistrzem Polski w tej kategorii w 1978.
W 1981 dwukrotnie wystąpił w reprezentacji Polski, przegrywając obie walki. Raz zwyciężył w reprezentacji Polski juniorów w 1977 i raz przegrał w 1979 w młodzieżowej reprezentacji Polski.
Zwyciężył w wadze lekkośredniej w turnieju „Laur Wrocławia” w 1980.
6 czerwca 2020 spokrewniony z Mirosławem – Krystian Kuźma zwyciężył turniej boksu na gołe pięści organizacji Gromda.